# カートマン・レクターの鬼畜晩餐会
『カートマン・レクターの鬼畜晩餐会』（原題：Scott Tenorman Must Die、直訳：スコット・テナーマン死すべし）はアメリカのコメディ・セントラルのテレビアニメシリーズ『サウスパーク』の第70話（シーズン5第4話）である。2001年7月11日に放送された。監督はエリック・スタウ、脚本はトレイ・パーカー。日本語版タイトルは他に「羊たちのチン毛食う」がある。
内容はエリック・カートマンの復讐劇であり、後の200回記念回である『200』『201』（シーズン14第2話、第3話）における出来事の原因となっている。日本語タイトルは、別題含め「ハンニバル・レクター」シリーズを元にしているが、レクターのパロディが用いられるのはごく一部である。

## あらすじ
ある日の朝、カートマンが陰毛の束を手にスタンらの前に現れた。陰毛を見せびらかして「自分は大人になった」と主張するカートマンだが、当然仲間たちからはまともに相手にされない。そして騙されたことに気がついたカートマンは、自分に陰毛を10ドルで売った9年生のスコット・テナーマンのグループに抗議に行く。
カートマンの返金要求に対し、スコットはさらに言葉巧みに騙し、カートマンは新たに6.12ドルを失ってしまう。その後も再び騙されてフォートコリンズまで行かされ、最後には泣き落としで金を返してもらおうとするが、子豚の真似をさせられた上、目の前で16ドルを燃やされてしまい、徹底的にプライドを傷つけられる形で完敗する。
怒りに震えるカートマンは、映画『ハンニバル』に着想を得て、ポニーにスコットの男性器を噛み切らせるという計画を練り、町はずれのディンキンズ牧場でポニーを調教しようとするが上手くいかない。そんなカートマンを見たジンボは「復讐するならハンターにならないといけない。つまり、相手をよく観察して弱点を突くんだ」とアドバイスをする。
ジンボと一緒にテナーマン家を見張ったカートマンは、スコットがレディオヘッドのファンであると知る。そこでカートマンは町の広場の大型モニターにインタビューを受けているバンドメンバーの音声をスコットを扱き下ろす内容に吹き替えた映像を流すが、あまりに拙い出来栄えのため、町の住民たちは困惑。一方、これを見たスコットは、先日ひそかに録画していた子豚の真似をするカートマンの映像をモニターに出力させ、カートマンにさらなる恥辱を負わせる（この際、映像を見たケニーが笑い死ぬ）。
翌日、スタンとカイルを呼び出したカートマンは新たな復讐計画を伝え、協力を求める。曰く「チリ・カーニバル」なるチリの品評会を開き、その中でポニーにスコットの男性器を噛み切らせ、さらにその現場をレディオヘッドに見せて罵倒させるという荒唐無稽な計画だった。呆れたカイルは電話でスコットにカートマンの企みを密告する。
スコットは再びカートマンの裏を掻くため、両親にディンキンズ牧場でポニーが虐待されていると嘘をつき、ポニーを排除しようとする。さらに、仲間に町中の陰毛を集めさせ、カートマンに食べさせるチリに混ぜ込むのだった。
そしてチリ・カーニバル当日、現れたスコットを早くポニーの下へ連れていこうとするカートマンだったが、計画を知るスコットは誘いを拒否して、先にチリの品評会をするよう求める。カートマンは渋々承諾し、スタンらを含めた観衆が見守る中、二人で互いのチリを実食。スコットから感想を求められたカートマンはとても美味いと絶賛し、目論見が成功したと確信したスコットはネタバラシしようとするが、カートマンは機先を制してスコットの狙いを看破していたことを明かす。そして、自分が今食べているのはスコットの陰毛入りチリではなくチリ・カーニバルの話を真に受けたシェフが持参してくれたチリであると説明し、驚くスコット、スタン、カイルを尻目に本当の復讐計画を語り始めた。
カートマンはスタンもしくはカイルがスコットに密告すること、スコットが両親を使ってポニーに対処しようとするだろうことを正確に予測していた。そこでポニーの持ち主で牧場主のディンキンズ氏に「最近、牧場荒らしが頻発している」と吹き込んで警戒させ、不法侵入したスコットの両親を射殺するよう仕向け、二人の遺体を盗み、チリの材料として使ったことを明らかにする。
狼狽したスコットがチリを掻き分けると母親の指の肉片が見つかり、激しく嘔吐した末に泣き崩れる。さらにそこへカートマンが嘘の手紙で呼び寄せたレディオヘッドのメンバーも現れ、事情を知らない彼らは「泣き虫のガキがいる」とスコットを散々に罵倒して会場を後にする。カートマンはスコットの頬を流れる涙を直接舐めて復讐の味を堪能し、スタンとカイルは震えながら「二度とスコットのようにカートマンを怒らせないようにしよう」と誓い合った。

## テーマ・文化的背景
この回には、スコット・テナーマンのお気に入りのロックバンドとして、レディオヘッドのメンバーが本人役で出演する。レディオヘッドが何なのか知らないジンボに対し、カートマンとジンボの相棒・ネッドがバンドのデビュー曲である『クリープ』を歌ってみせる場面があるほか、ビデオにダビングされたMTVの番組の中で司会者のカート・ローダーがバンドにインタビューをする場面もある。なお、ローダーはこの回より前に放送されたシーズン4の『ティミー!ティミー!ティミー!』においてパロディされている。
ポニーにスコットの男性器を噛み切らせるというカートマンのアイデアは、この回が放送される数か月前に配給された映画『ハンニバル』の「奇形の男が自分の敵対者を生きたまま巨大な豚に食わせる」というアイデアが基になっている:50。
カートマンがスコットからフォートコリンズでのPube Fair（日本語版では「チン毛祭り」）について聞かされて立ち去る際のセリフは、ピンク・フロイドのアルバム『アニマルズ』に収録されている「ピッグス（三種類のタイプ）」を基にしたものである。
ラストシーンでカートマンが発する「こ・こ・こ・これでおしまい！（Th-Th-Th-That's All Folks!）」というセリフは、ルーニー・テューンズのポーキー・ピッグのパロディであり:733 、悲劇的なストーリーがコメディじみた世界観を覆してしまった事実に対する皮肉を強調するものである:51 It also has been viewed as a reminder about the fact that even the classic cartoons had "a dark side in their own right.":148。
本話のプロットは「主人公が、自分に屈辱を与えた相手に対し、その肉親を料理にして食べさせる」という点において、ウィリアム・シェイクスピアの『タイタス・アンドロニカス』と比較されたことがあり:148、一部の作家は「シェイクスピア悲劇をほのめかすだけでなく、実際に再現してみせた」とも評している。

## 評価と人気
ストーンによれば、この回は『サウスパーク』の中でも特に人気があり、同時に悪名高いエピソードのひとつであるという。実際、「WhatCulture」や「IGN」、「Kotaku」などの、『サウスパーク』のベストエピソードのランキングにも多く登場している。パーカーとストーンは、2003年と2006年にそれぞれ気に入っているエピソードを挙げているが、この回はどちらにも入っている。2011年にファンによって行われた人気投票では、200話を超える中から第2位に選ばれた（なお、1位はシーズン10の第8話「Make Love, Not Warcraft」）。